# Кучевые облака
Кучевые облака (лат. Cumulus) — плотные, днём ярко-белые облака со значительным вертикальным развитием. Связаны с развитием конвекции в нижней и частично средней тропосфере.
Чаще всего кучевые облака возникают в холодных воздушных массах в тылу циклона, однако нередко наблюдаются и в тёплых воздушных массах в циклонах и антициклонах (кроме центральной части последних).
В умеренных и высоких широтах наблюдаются преимущественно в тёплое время года (вторая половина весны, лето и первая половина осени), а в тропиках круглогодично. Как правило, возникают в середине дня и разрушаются к вечеру (хотя над морями могут наблюдаться и ночью).
Высота нижней границы кучевых облаков сильно зависит от влажности приземного воздуха и составляет чаще всего от 400 до 1500 м, а в сухих воздушных массах (особенно в степях и пустынях) может составлять 2—3 км, иногда даже 4—4,5 км.
Нижняя граница кучевых облаков — плоская и связана с точкой росы и давлением воздуха. Так как давление воздуха с увеличением высоты уменьшается, то выше нижней границы кучевых облаков (точки росы) вода находится в виде пара, а ниже нижней границы кучевых облаков (точки росы) конденсируется в жидкую фазу и выпадает в виде дождя.

## Образование

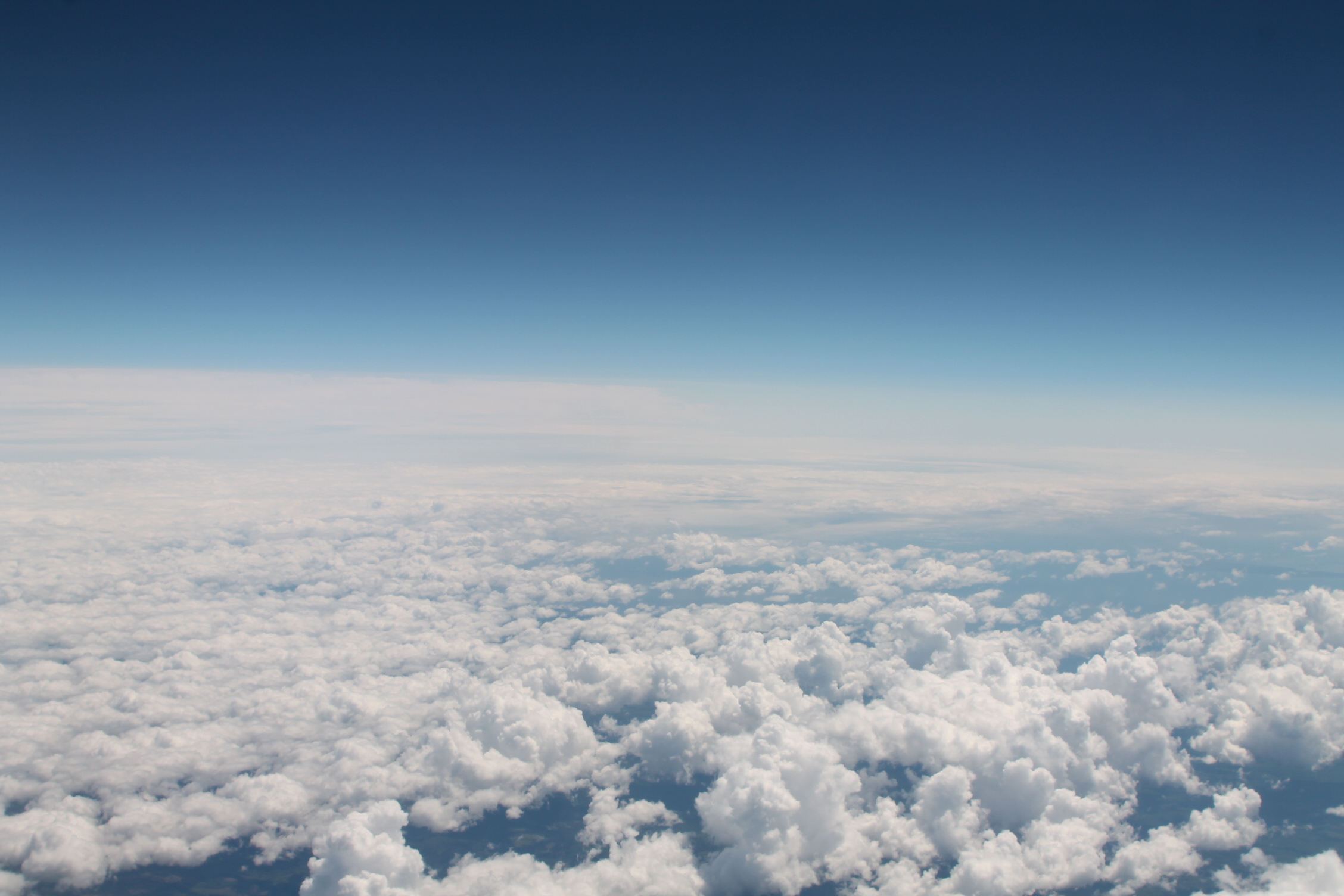
Кучевые облака — вид сверху

Кучевые облака образуются за счет атмосферной конвекции, когда воздух, нагретый у поверхности Земли начинает подниматься вверх. По мере подъёма температура воздуха падает (в соответствии с градиентом), вызывая повышение относительной влажности (RH). Когда конвекция достигает определённого уровня, относительная влажность достигает ста процентов, и начинается влажно-адиабатическая фаза. В этот момент происходит положительная обратная связь — поскольку относительная влажность выше 100 %, водяной пар конденсируется, выделяя скрытое тепло, нагревая воздух, стимулируя дальнейшую конвекцию и образуя кучевое облако. Высота облака от его основания до вершины зависит от температурного профиля атмосферы и наличия каких-либо инверсий. Во время конвекции окружающий воздух увлекается (смешивается) с тепловым потоком, и общая масса восходящего воздуха увеличивается. Дождь образуется в кучевом облаке в результате процесса, состоящего из двух недискретных этапов. Первый этап происходит после того, как малые капли объединяются в более крупные. Американский химик Ирвинг Ленгмюр открыл, что поверхностное натяжение в каплях воды обеспечивает немного более высокое давление на каплю, повышая давление водяного пара на небольшую величину. Повышенное давление приводит к испарению этих капель и конденсации водяного пара на более крупных каплях. После того как более крупные капли вырастут примерно до 20-30 микрометров, наступает второй этап. В фазе аккреции дождевые капли начинают падать вниз, а другие капли сталкиваются и объединяются с ними, увеличивая размер капель. Ленгмюру удалось вывести формулу, которая предсказывала, что радиус капли будет неограниченно расти в течение дискретного периода времени.

## Описание

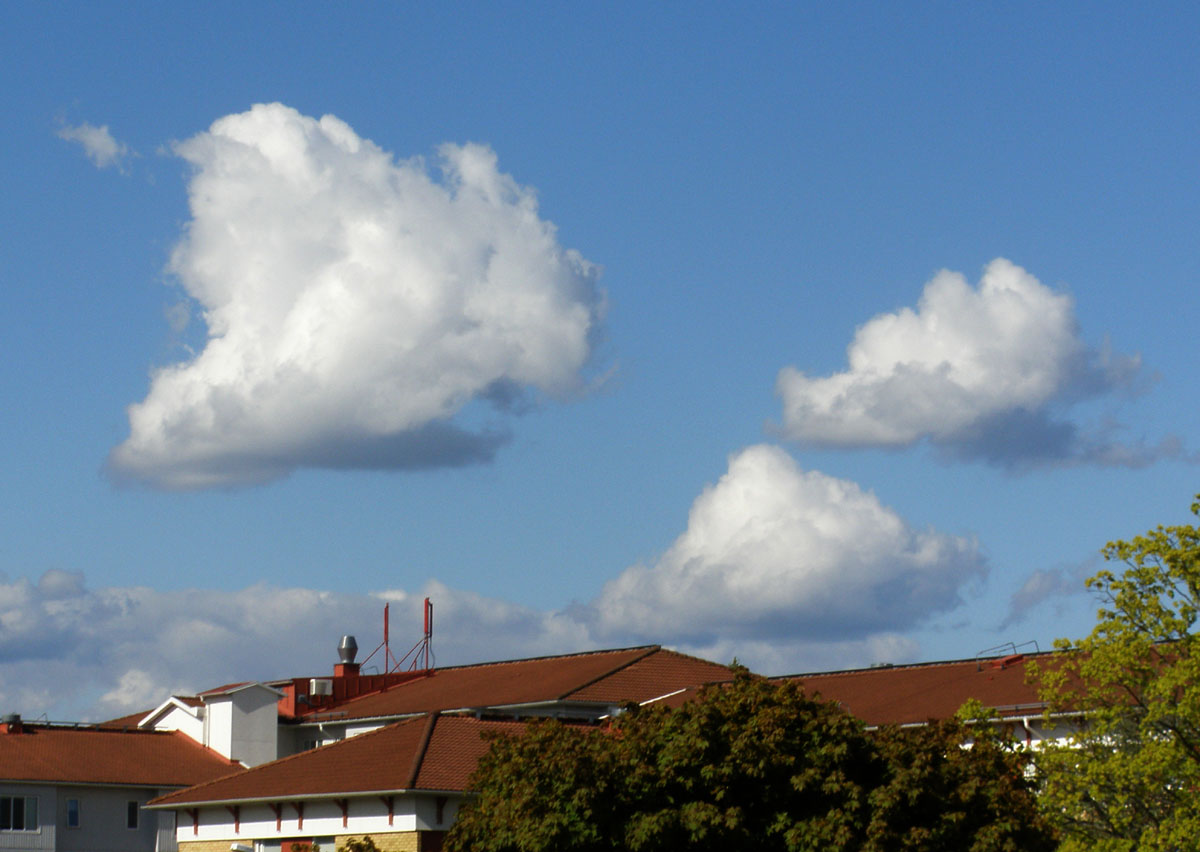
Отдельные средние кучевые облака

Плотность жидкой воды в кучевом облаке изменяется с высотой над основанием облака, а не является приблизительно постоянной величиной по всему облаку. В основании облака концентрация составляет 0 граммов жидкой воды на килограмм воздуха. По мере увеличения высоты концентрация быстро увеличивается до максимальной около середины облака. Максимальная концентрация составляет 1,25 грамма воды на килограмм воздуха. Далее концентрация медленно снижается по мере увеличения высоты до высоты верхней границы облака, где она сразу же снова падает до нуля.
Кучевые облака могут образовывать линии протяженностью более 480 километров, которые называются «облачными улицами». Эти облачные улицы покрывают обширные территории и могут быть прерывистыми или непрерывными. Обычно они образуются в системах высокого давления, например, после холодного фронта, когда сдвиг ветра вызывает горизонтальную циркуляцию воздуха в атмосфере, образуя длинные трубчатые облачные улицы.
Высота, на которой образуется кучевое облако, зависит от количества влаги в тепловом потоке, образующем это облако. Во влажном воздухе облака обычно имеют более низкую нижнюю границу. В регионах с умеренным климатом основание кучевых облаков обычно находится ниже 550 метров над уровнем земли, а верхняя граница может достигать и 2400 метров. В засушливых и горных районах нижняя граница облаков может находиться на высотах свыше 6 100 метров.
Кучевые облака могут состоять из кристаллов льда, капель воды, капель переохлажденной воды или их смеси. Капли воды образуются при конденсации водяного пара, и затем они могут сливаться в более крупные капли. В регионах с умеренным климатом изученные основания кучевых облаков находились на высоте от 500 до 1500 метров над уровнем земли. Температура облаков обычно была выше 25 °C, а концентрация капель колебалась от 23 до 1300 капель на кубический сантиметр. Эти данные были взяты из растущих изолированных кучевых облаков, осадки из которых не выпадали. Капли были очень маленькими, до 5 микрометров в диаметре. Хотя могли присутствовать и более мелкие капли, измерения были недостаточно чувствительны, чтобы их обнаружить. Самые маленькие капли были обнаружены в нижних частях облаков, при этом процент крупных капель (около 20—30 микрометров в диаметре) резко возрастал в верхних частях облаков. Распределение капель по размерам было слегка бимодальным по своей природе, с пиками при малых и больших размерах капель и небольшой впадиной в диапазоне промежуточных размеров. Отклонение было примерно нейтральным. Более того, крупный размер капель был примерно обратно пропорционален концентрации капель в единице объёма воздуха. Местами в кучевых облаках могут быть «дыры», в которых нет капель воды. Это может произойти, когда ветер разрывает облако и поглощает окружающий воздух или когда сильные нисходящие потоки испаряют воду.

## Виды кучевых облаков

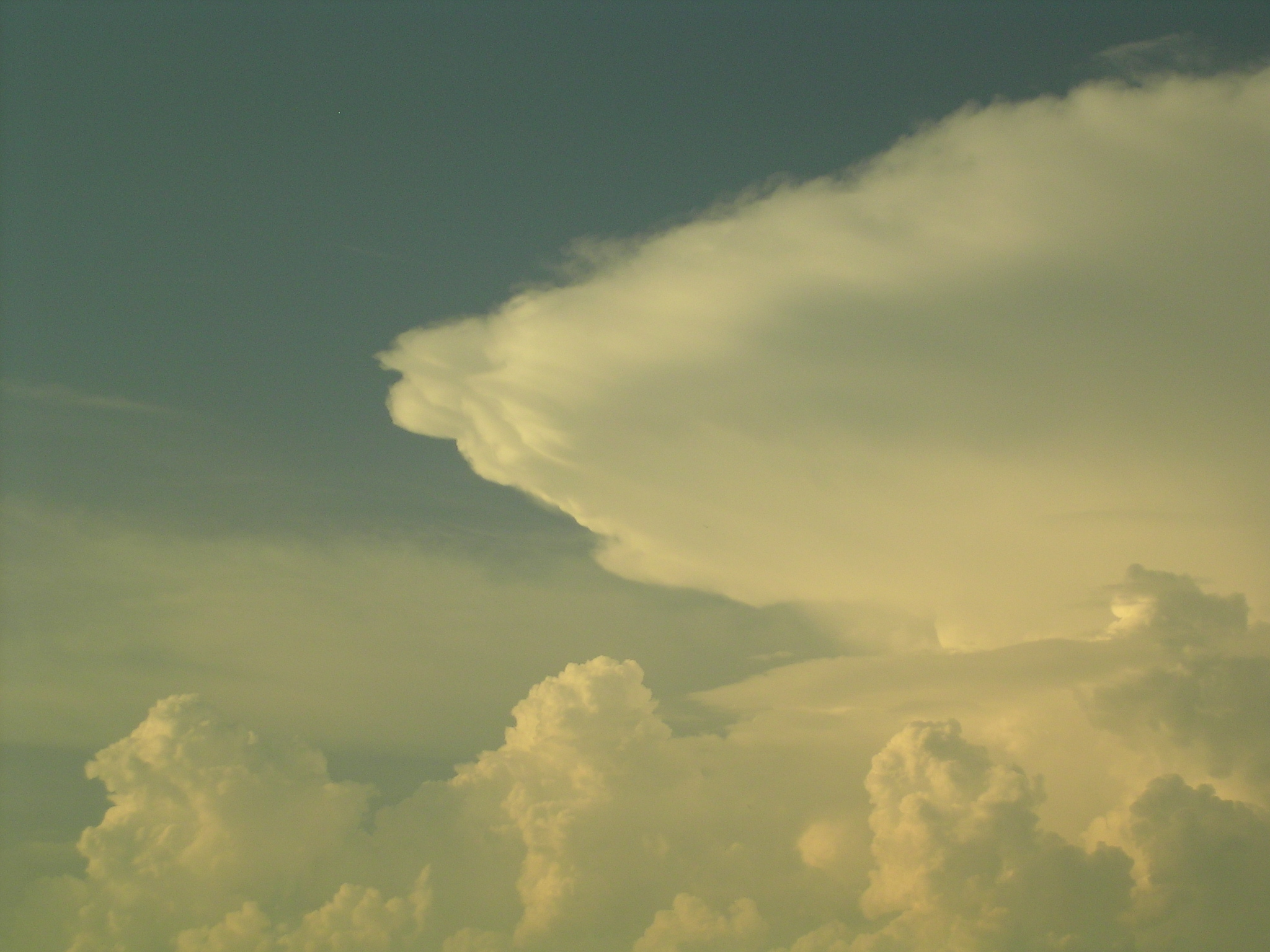
Мощные кучевые облака по сравнению с кучево-дождевыми облаками (на заднем плане)

Различают четыре основных вида кучевых облаков:
- плоские (hum., humilis) — слабо развитые по вертикали (высота по вертикали от 100 м до 1 км), в виде плоских «блинов» или «пирогов»;
- средние (med., mediocris) — умеренно развитые по вертикали (высота по вертикали 1—2 км), приблизительно кубической формы;
- мощные (cong., congestus) — сильно развитые по вертикали (высота по вертикали более 2 км), в виде башен, их верхние части имеют вид куполов с клубящимися очертаниями, напоминающими цветную капусту; при благоприятных условиях в процессе своего развития превращаются в кучево-дождевые (грозовые) облака.
- разорванные (fractus) — неровные края и рваная структура, образуются во влажном воздухе ниже дождевых облаков.

## Прогноз погоды
Плоские кучевые облака обычно указывают на хорошую погоду. Средние кучевые облака похожи на плоские, за исключением того, что они имеют некоторое вертикальное развитие, и впоследствии они могут перерасти в мощные кучевые облака или даже кучево-дождевые облака, которые могут вызывать сильный дождь, молнию, сильный ветер, град и даже торнадо.

## Инопланетные облака
Кучевые и слоисто-кучевые облака были обнаружены на большинстве других планет Солнечной системы. На Марсе орбитальный аппарат «Викинг» обнаружил перисто-кучевые и слоисто-кучевые облака, образующиеся в результате конвекции, в основном около полярных ледяных шапок. Космический зонд «Галилео» обнаружил массивные кучево-дождевые облака возле Большого Красного Пятна на Юпитере. Кучевые облака также были обнаружены на Сатурне. В 2008 году космический аппарат «Кассини» определил, что кучевые облака около южного полюса Сатурна были частью циклона диаметром более 4000 километров. Обсерватория Кека обнаружила беловатые кучевые облака на Уране. Как и у Урана, у Нептуна есть метановые кучевые облака. Однако на Венере, похоже, нет кучевых облаков.

## Галерея

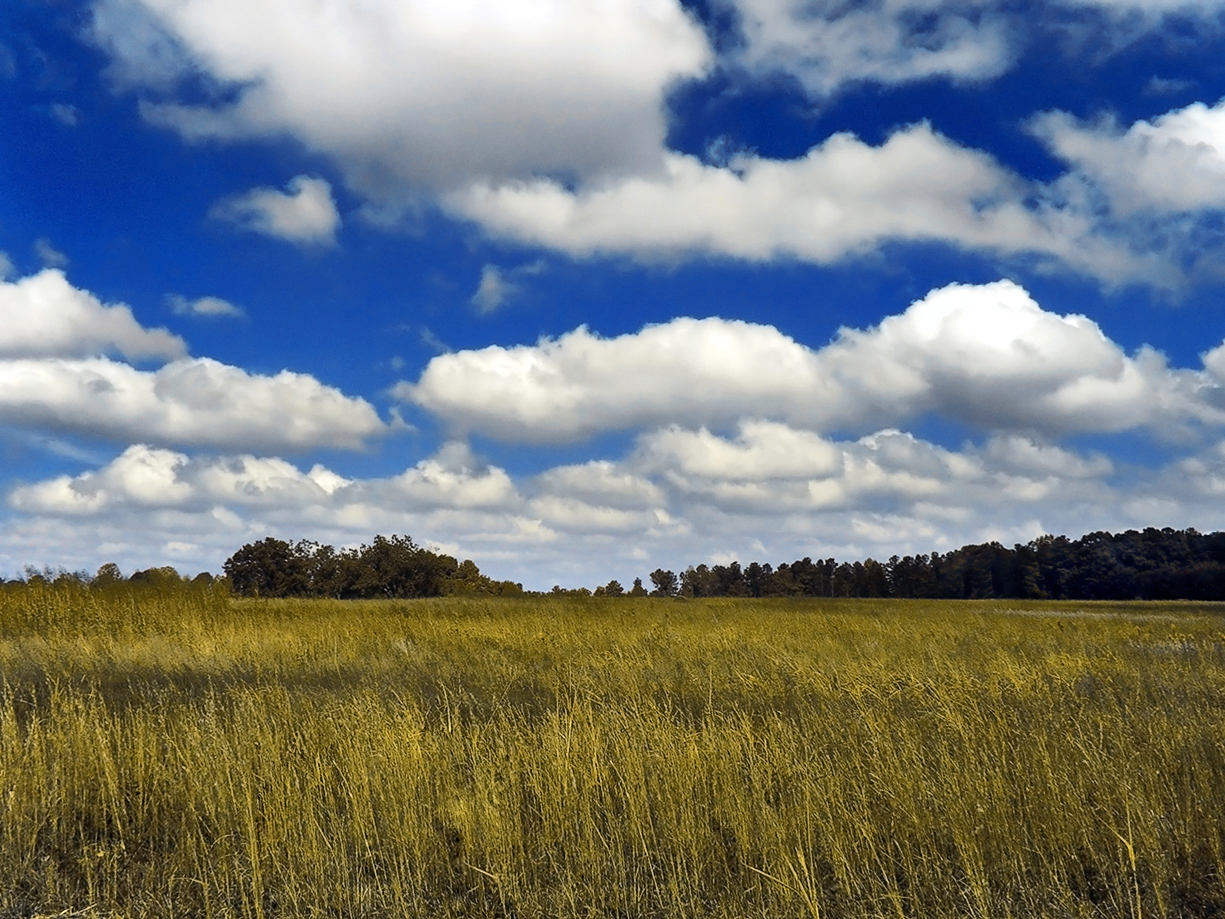
Кучевые облака
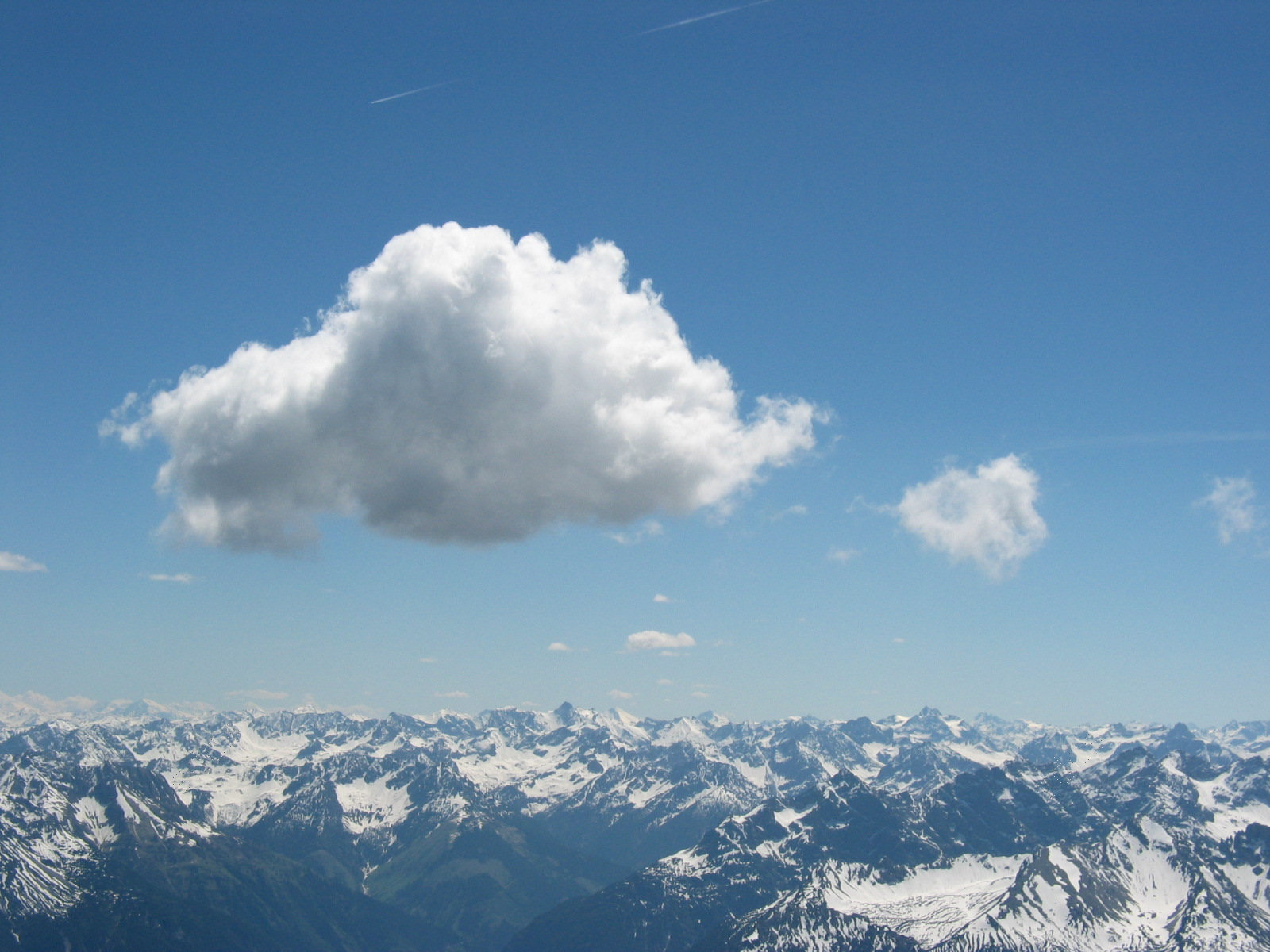
Кучевое облако
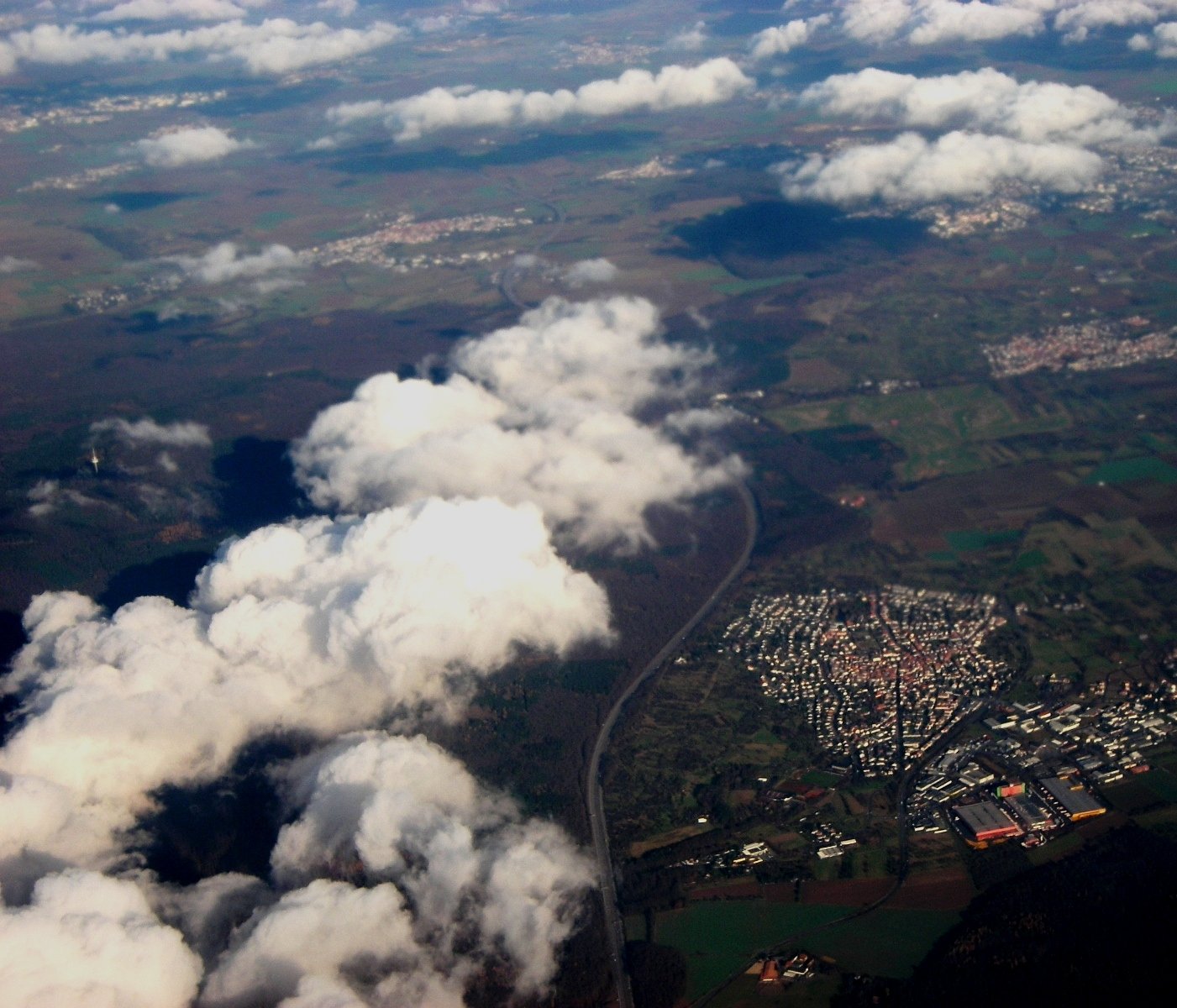
Кучевые облака над Бельгией
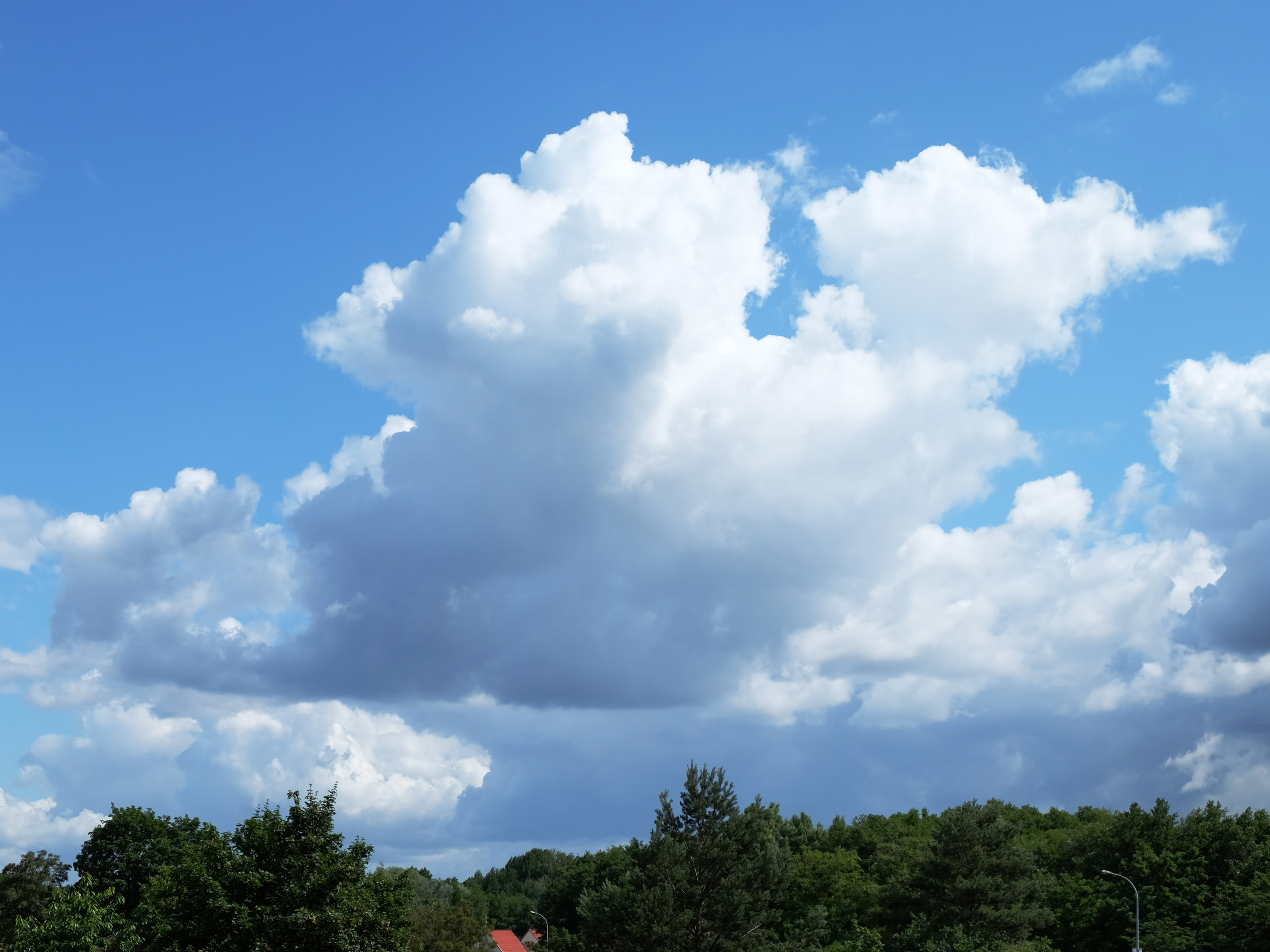
Среднее кучевое облако
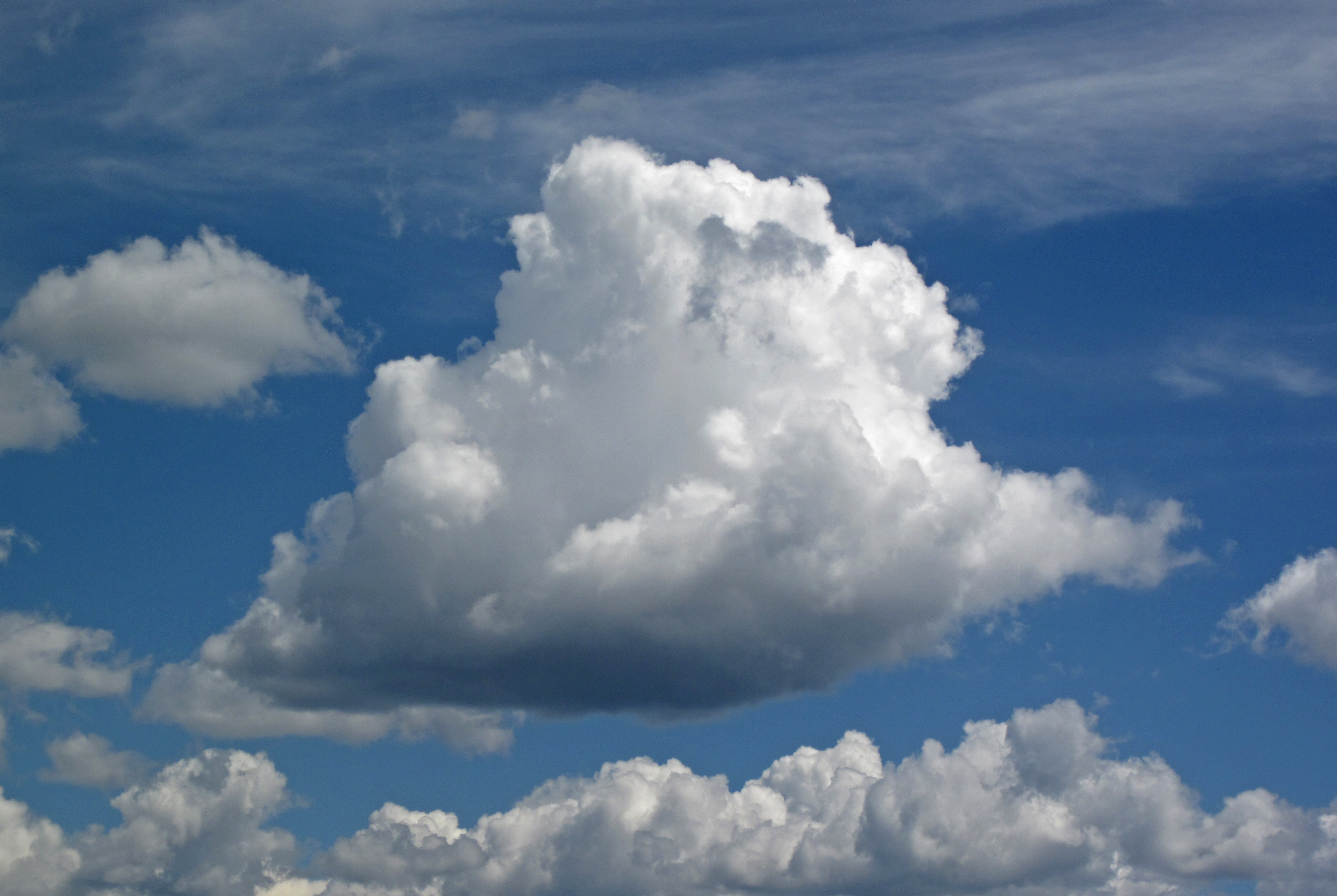
Среднее кучевое облако